# Louis-Augustin Bosc d’Antic
Louis Augustin Guillaume Bosc, o Louis-Augustin Bosc d'Antic (29 de gener de 1759 - 10 de juliol de 1828) va ser un botànic, zoòleg d'invertebrats, i entomòleg francès. Bosc va ser l'autor de Histoire naturelle des coquilles (Història Natural de les Ostres) (1801-2). Va visitar els EUA de 1798 a 1800. La seva col·lecció d'insectes és compartida entre el Museu d'Història Natural de Ginebra, Muséum national d'histoire naturelle a París i el Museu d'Història Natural de Londres (col·lecció de Louis Alexandre Auguste Chevrolat).

## Abreujament
L'abreujament Bosc s'empra per indicar Louis Augustín Bosc com autoritat en la descripció i classificació científica d'espècies tant de botànica com en zoologia.

## Honors

### Eponimia
Gèneres
- (Capparaceae) Boscia Lam. ExJ.st.-Hil.[1]
- (Rutaceae) Boscia Thunb

Espècies
- (Hydrocharitaceae) Limnobium bosci Rich
- (Poaceae) Dichanthelium boscii (Poir.)
- (Rosaceae) Sorbus
- (Varanus exanthematicus)